# اختبار ماجستير إدارة الأعمال جيمات
اختبار القبول للدراسات العليا في مجال الإدارة –جيمات ((GMAT: هو اختبار موحد يتم تقييمه بواسطة الحاسوب.
أكثر من 5400 من البرامج التي تقدمها أكثر من 1500 جامعة ومعهد في 83 بلد، تستخدم امتحان GMAT كجزء من معايير الاختيار في مواقع برامجها.
كليات إدارة الأعمال تستخدم الاختبار كمعيار للقبول في مجموعة واسعة من برامج الدراسات العليا في مجال الإدارة، بما في ذلك MBA-ماجستير إدارة الأعمال، ماجستير المحاسبة، ماجستير البرامج المالية.
يُدار اختبار GMAT في مراكز اختبار مترابطة وموحدة في أكثر من 110 بلدان حول العالم [بحاجة لمصدر].
في الخامس من يونيو 2012 قدم مجلس اختبار القبول للدراسات العليا في مجال الإدارة (GMAC) قسم -الاستدلال المتكامل ((integrated reasoning امتحان تم تصميمه لقياس قدرة المتقدم للاختبار في تقييم المعلومات المقدمة بصيغ جديدة ومن مصادر متعددة. يواصل GMAC إجراء الدراسات للتأكد إحصائياً من نجاح الاختبار في برامج كليات إدارة الأعمال.

## التاريخ
في عام 1953, المنظمة التي يطلق عليها حالياً مجلس اختبار القبول للدراسات العليا في الإدارة – (GMAC) بدأت كجمعية أهلية لتسعة من كليات إدارة الأعمال.
كانت تهدف الجمعية لتطوير اختبار موحد لمساعدة كليات إدارة الأعمال في اختيار الأكفاء من المتقدمين، في السنة الأولى التي عُرض فيها الاختبار، كان تقييم (ما يعرف حالياً باختبار القبول للدراسات العليا في الإدارة), تقدم له ما يزيد عن 2000مرة فقط، في السنوات الأخيرة تم التقدم للاختبار أكثر من 250.000 مرة سنوياً.
في البداية تم استخدامه للقبول من قبل 54 كلية، الاختبار الآن يُستخدم من قبل 1500كلية و 5400 برنامج حول العالم.

## التصميم والتوقيت
امتحان GMAT يتكون من أربعة أقسام: قسم تقييم الكتابة التحليلية، قسم الاستدلال المتكامل، القسم الكمي، القسم اللفظي.
الوقت الإجمالي للاختبار هو ثلاث ساعات ونصف، لكن يجب على المتقدم للاختبار أن يخطط لأربع ساعات كوقت إجمالي مع فترات الاستراحة، تكون إجابات أسئلة كلا القسمين الكمي واللفظي لاختبار الجيمات بطريقة الاختيار من متعدد، وتتم إدارة الأسئلة بواسطة تصميم الكمبيوتر المتكيف (- computer-adaptive format) والذي يتأقلم مع مستوى المتقدم للاختبار، هذا التصميم يفيد في تقليل الوقت الذي يمكن استغراقه لإكمال الامتحان ويحدد مستوى عالي من الدقة أكثر من الاختبار الثابت، في بداية أقسام الاختيار من متعدد تُقدم أسئلة ذات مستوى متوسط الصعوبة للمتقدمين للاختبار، عندما يجيبون على كل سؤال، الكمبيوتر يقيم الإجابة - كذلك يفعل الشيء نفسه باستجاباتهم مع أي من الأسئلة السابقة- ويستخدمها لكي يحدد أي سؤال سيقدم بعده، الإجابات الصحيحة عادةً تؤدي إلى زيادة صعوبة الأسئلة، الإجابات غير الصحيحة عموماً تؤدي إلى أسئلة بصعوبة اقل، تستمر هذه العملية حتى يكمل المتقدمين للاختبار لهذا القسم، عند هذه النقطة سيكون لدى الكمبيوتر تقييم دقيق لمستوى قدراتهم في ذلك القسم.

## القسم الكمي
يقيس القسم الكمي في الجيمات القدرة على التفكير الكمي، حل المشكلات الكمية، وتفسير الرسومات البيانية. الأسئلة تتطلب معرفة في الحساب ومبادئ الجبر والمفاهيم الشائعة في الهندسة، هناك نوعان من الأسئلة الكمية: حل المشكلة وكفاية البيانات.
الدرجات تتراوح بين 0-60, على الرغم من ذلك تقارير الدرجات تتراوح بين11-51.
تم تصميم أسئلة حل المشكلات لاختبار القدرة على التفكير الكمي وحل المشكلات الكمية، أما أسئلة كفاية البيانات تم تصميمها لقياس القدرة على تحليل مشكلة كميًا، ومعرفة أي البيانات مرتبط بحل المشكلة ومن ثم تحديد عند أي نقطة يعتبر هناك بيانات كافية لحل المشكلة.

## القسم اللفظي
القسم اللفظي من امتحان GMAT يقيس القدرة على قراءة وفهم المواد المكتوبة، إدراك وتقييم الحجج وتصحيح المواد المكتوبة لتصبح فعالة في التعبير عن الأفكار بالمعايير القياسية للغة الإنجليزية المكتوبة.
أنواع الأسئلة هي: أسئلة تتعلق باستيعاب المقروء، والتفكير الناقد، وتصحيح الجمل.
الدرجات تتراوح بين 0-60, على الرغم من ذلك تقارير الدرجات تتراوح بين11-51.
يصل طول فقرة استيعاب المقروء إلى أكثر من 350 كلمة، المواضيع تحتوي على مواد من العلوم الاجتماعية، العلوم الفيزيائية والبيولوجية، والمجالات ذات العلاقة بالأعمال (التسويق، الاقتصاد، إدارة الموارد البشرية، وما إلى ذلك), أما مقاطع فهم المقروء تكون مصحوبة بأسئلة تفسيرية، تطبيقية، واستدلالية، هذا القسم يقيس القدرات التالية:
· فهم الكلمات والبيانات.
· فهم العلاقات المنطقية بين النقاط الهامة والمفاهيم في المقاطع المقروءة.
· القدرة على تكوين استنتاجات من الحقائق والبيانات في المقاطع المقروءة.
· متابعة تطور المفاهيم الكمية عندما يتم تقديمها كمادة لفظية.
أسئلة التفكير الناقد تم تصميمها لاختبار مهارات التفكير ذات العلاقة بتكوين الحجج وتقييمها، كذلك صياغة أو تقييم خطة العمل.
الأسئلة تعتمد على الأدوات من مجموعة من المصادر هذا القسم يقيس القدرات التالية:
· بناء الحجة وتقييمها.
· صياغة وتقييم خطة العمل.
أسئلة تصحيح الجمل تسأل أي الخيارات الخمسة التي تليها أفضل في التعبير عن الفكرة أو العلاقة، الأسئلة تتطلب الإلمام بالأساليب المتفق عليها والقواعد النحوية وفق المعايير القياسية للغة الإنجليزية المكتوبة، هذا القسم يقيس القدرات التالية:
· التعبير الصحيح.
· التعبير الفعال.

## الاستدلال المتكامل
الاستدلال المتكامل هو قسم جديد تم تصميمه لقياس قدرة المتقدم للاختبار على تقييم البيانات المقدمة بأشكال مختلفة ومن مصادر متعددة، المهارات التي يتم اختبارها في قسم الاستدلال المتكامل تم تحديدها في دراسة استقصائية لـ740 منشأة إدارية حول العالم كمهارات مهمة للطلاب اليوم.
قسم التفكير والاستدلال المتداخل يتألف من 12 سؤال في أربع صيغ: تأويل رسومات بيانية، تحليل من مقطعين، تحليل جدول وقوائم واستدلال متعدد المصادر
الدرجات في الاستدلال المتكامل تتراوح بين 1-8. كما في قسم تقييم الكتابة التحليلية، هذا القسم يتم تقييمه بشكل منفصل عن القسمين الكمي واللفظي. الأداء في قسمي (IR- (AWA- وتقييم الكتابة التحليلية في قسم الاستدلال المتكامل يكون منفصلاً عن إجمالي درجة الجيمات.
قسم الاستدلال المتكامل يضم أربعة أنواع من الأسئلة: تحليلات الجدول، تفسير الرسومات، الاستدلال متعدد المصادر، والتحليلات المكونة من جزأين.
في قسم تحليلات الجدول، يُعرض للمتقدم للاختبار جدول معلومات قابل للفرز، مشابه لجدول البيانات، والذي يجب أن يتم تحليله، كل سؤال سيكون فيه عدة جمل مع خيارات مختلفة (صائب/خاطئ.نعم/لا) ويضع الممتحنين علامة على الإجابة الصحيحة.
أسئلة تأويل الرسومات البيانية يطلب من الممتحنين أن يفسروا رسم بياني أو صورة تخطيطية بيانية، كل سؤال يحمل عبارة املأ الفراغ مع قوائم منسدلة، على المتقدم للاختبار اختيار الخيار الذي يجعل العبارة أكثر دقة.
يُرافق أسئلة الاستدلال متعدد المصادر مصدرين إلى ثلاثة مصادر للمعلومات مقدمة في صفحات مُبوبة.
المتقدم للاختبار يضغط على علامات التبويب ويُعاين جميع المعلومات ذات الصلة، والتي يمكن أن تكون مجموعة من النصوص والرسوم البيانية والجداول لكي يجيب إما على أسئلة الاختيار من متعدد التقليدية أو على أسئلة الجواب المعاكس مثلًا (صح/خطأ، نعم/لا), تحليل من مقطعين يحوي عنصرين كحل، تعطى أجوبة محتملة في صيغة الجدول مع أعمدة لكل عنصر ثم صفوف بالإجابات المحتملة وعلى الممتحنين اختيار إجابة واحدة لكل عمود.

## تقييم الكتابة التحليلية
تقييم الكتابة التحليلية (AWA)- يتكون من مهمة كتابة مدتها 30 دقيقة المهمة عبارة عن تحليلات لحجة، من المهم أن تكون قادر على تحليل الأسباب الكامنة وراء حجة معينة وكتابة نقد لتلك الحجة، سيُعطى المقال درجتين منفصلتين، حيث أن أحدهما صححتها وقيمتها أداة تصحيح مقال أوتوماتيكية.
أداة تصحيح المقال الأوتوماتيكية هي: برنامج إلكتروني يقيم أكثر من 50 خاصية لغوية ونحوية، بما فيها تنظيم الأفكار، التنوع النحوي وتحليل الموضوع، إذا اختلفت النتيجتان بأكثر من درجة، يُطلب تقييم آخر من قارئ مخضرم ليحل التناقض ويحدد النتيجة النهائية.
يتم تصنيف تقييم الكتابة التحليلية (AWA)-على مقياس يبدأ من 1(كحد أدنى) إلى 6(كحد أعلى) مقسم على مراحل من نصف نقطة. (عندما تكون الدرجة صفر فإن ذلك يعني أن الإجابة كانت مُبهمة أو ليس لها علاقة بالموضوع المُعطى (.
· مقال ناقص.
· مقال معيب.
· مقال محدود.
· مقال كافي.
· مقال قوي.
· مقال رائع.

## مجموع النقاط
الدرجة الإجمالية تتراوح بين 200 إلى 800 وتقيس الأداء في القسمين الكمي واللفظي (الأداء في قسميّ تقييم الكتابة التحليلية والاستدلال المتكامل لا يُحسب ضمن الدرجة الإجمالية).
توزيع الدرجات يُمثل بمنحنى على هيئة جرس انحرافه المعياري يكون 100 نقطة تقريبًا، هذا يعني أن 86% من المتقدمين للاختبار تتراوح درجاتهم بين 400 و 600.
النتيجة النهائية لا ترتكز فقط على إجابة الممتحن للسؤال الأخير (أي مستوى صعوبة الأسئلة التي تم التوصل إليها من خلال الأسئلة التي يقدمها الكمبيوتر المتكيف).
أن الخوارزمية المستخدمة لبناء النتيجة أكثر تعقيدًا من ذلك، قد يخطئ الممتحن ويجيب بشكل خاطئ وسيميز الكمبيوتر هذه الإجابة كعنصر شاذ، أي أنه إذا كانت إجابة الممتحن للسؤال الأول خاطئة فإنه ليس بالضرورة أن تهبط درجته إلى قاع المدى.
كل الدرجات والإلغاءات التي يقوم بها الطالب في السنوات الخمس الأخيرة سيتم تضمينها في تقرير الدرجات الخاصة بالطالب، وهذا مختلف عن السياسة السابقة التي كانت تظهر نتائج والإلغاءات الثلاث الأخيرة.

## تسجيل وإعداد
من الممكن للمختبرين الـ GMAT التسجيل عن طريق الإنترنت من موقع mba.com أو عن طريق مكالمة أحد مراكز الاختبار لتحديد موعد الامتحان، يجب أخذ موعد من أحد مراكز الاختبار المحددة. لا يؤخذ اختبار الجيمات لأكثر من مره خلال 31 يوم، حتى وان تم إلغاء النتيجة.
المواد الدراسية لاختبار الـ GMAT متاحة على الإنترنت من خلال mba.com وعن طريق البائعين من الطرف الثالث.
تكلفة الاختبار 250$.